# ゲイル・オルソン
ゲイル・オルソン（Gale Olson, オクラホマ州ロートンフォートシル出身、1947年10月27日 - ）は、米PLAYBOY誌1968年8月号のプレイメイト。彼女の中央見開き折込ページ（センターフォールド）はロン・ヴォーゲル (Ron Vogel) によって撮影された。

## 人物
彼女の母親はニュージーランド出身で、父親はアメリカ陸軍に所属していた。ゲイルは5人の兄弟、3人の姉妹とともに育った。
オルソンの娘クリスタル・マッケイヒル (Crystal McCahill) は、2008年11月9日放映のリアリティ番組『The Girls Next Door』においてシカゴ・オヘア国際空港に近いフーターズでブリジット・マルカート (Bridget Marquardt) のラジオ・インタビューを受け、2009年1月のPLAYBOY誌プレイメイト55周年記念号のプレイメイトの座に挑戦した。この栄冠はダーシャ・アスタフィエヴァ (Dasha Astafieva) がものにしたが、マッケイヒルは2009年5月号のプレイメイトとなった。